# Alfa-N-acetilgalaktozaminidaza
Alfa-N-acetilgalaktozaminidaza (EC 3.2.1.49, alfa-acetilgalaktozaminidaza, -acetil-alfa-D-galaktozaminidaza, -acetil-alfa-galaktozaminidaza, alfa-NAGAL, alfa-NAGA, alfa-GalNAkaza) je enzim sa sistematskim imenom alfa-N-acetil-D-galaktozaminid N-acetilgalaktozaminohidrolaza. Ovaj enzim katalizuje sledeću hemijsku reakciju
Odvajanje neredukujućih alfa-(1->3)-N-acetilgalaktozaminskih ostataka sa mucinskih glikoproteina ljudske krvne grupe A i AB, Forsman haptena i  lakto serije glikolipida krvne grupe A
Ljudski lizozomalni enzim učestvuje u degradaciji epitopa krvnog tipa A.

## Literatura
- Nicholas C. Price; Lewis Stevens (1999). Fundamentals of Enzymology: The Cell and Molecular Biology of Catalytic Proteins (Third изд.). USA: Oxford University Press. ISBN 019850229X.
- Eric J. Toone (2006). Advances in Enzymology and Related Areas of Molecular Biology, Protein Evolution (Volume 75 изд.). Wiley-Interscience. ISBN 0471205036.
- Branden C; Tooze J. Introduction to Protein Structure. New York, NY: Garland Publishing. ISBN 0-8153-2305-0.
- Irwin H. Segel. Enzyme Kinetics: Behavior and Analysis of Rapid Equilibrium and Steady-State Enzyme Systems (Book 44 изд.). Wiley Classics Library. ISBN 0471303097.
- William P. Jencks (1987). Catalysis in Chemistry and Enzymology. Dover Publications. ISBN 0486654605.

## Spoljašnje veze
- Alpha-N-acetylgalactosaminidase на 